# Derospidea ornata
Derospidea ornata là một loài bọ cánh cứng trong họ Chrysomelidae. Loài này được Schaeffer miêu tả khoa học năm 1905.